# NNTP
NNTP (Network News Transfer Protocol) — мережний протокол, що застосовується для обміну повідомленнями в групах новин.

## Вступ
NNTP — основний і єдиний протокол, за допомогою якого користувачі можуть підключатися до news-серверів і брати участь у дискусіях. За принципами функціонування цей протокол подібний до протоколів прийому й передачі електронної пошти. News-сервер являє собою постійно підключений до мережі комп'ютер, на якому зберігаються повідомлення дискусії.
Основні відмінності технології NNTP від E-mail:
- Відсилають повідомлення, що є загальнодоступними.
- Повідомлення групуються за темами обговорення.
- Існує можливість відкликати послане повідомлення.

Фактично, рішення на технології NNTP дуже схожі на вебфоруми за винятком того, що копія бази даних повідомлень зберігається на комп'ютері користувача (або хоча б список тим повідомлень, на розсуд користувача).
За NNTP закріплений TCP-порт 119. При підключенні до NNTP-сервера по SSL (т.зв. NNTPS) використовується порт 563
У розмовній мові прийнято вживати замість «NNTP-клієнт» або «клієнт груп новин».